# Kunskapspiraterna
Kunskapspiraterna är ett svenskt utbildningsprogram från Utbildningsradion 2010, som visas på Barnkanalen och som riktar sig till barn i åldrarna 6–9 år.

## Handling
Året är 2050 och alla bibliotek är stängda för all kunskap är förbjudet har dumskallarna bestämt. Men det finns hopp, för det finns en grupp som kallar sig för kunskapspirater som gör allt för sprida kunskapen vidare. En kunskapspirat som heter Agnes-Lo lyckas piratsända kunskapsprogram från 2010.